# Harsh Realm
Harsh Realm este un serial TV american science fiction despre oameni prinși într-o simulare de realitate virtuală.  A fost dezvoltat de Chris Carter, care a mai creat serialele The X-Files și Millennium. A avut premiera pe Fox Network la 8 octombrie 1999. Serialul a avut o evoluție slabă la ratinguri și a fost eliminat din grila de programe după ce primele trei episoade au fost difuzate (dintr-un total de nouă episoade). Restul de șase episoade au avut premiera pe FX Network. Reluări ale seriei au început să fie difuzate începând cu toamna anului 2007 pe CBC Country Canada.
Serialul s-a a bazat vag pe o carte de benzi desenate de James D. Hudnall și Andrew Paquette. Când aceștia au observat pe ecran "[serial] Creat de Chris Carter", au dat în judecată Fox pentru că nu au fost menționați în mod corespunzător. Ca urmare, textul de pe ecran a fost schimbat în "Inspirat de seria de cărți de benzi desenate Harsh Realm, creată de James D. Hudnall și Andrew Paquette, publicată de Harris Publications, Inc."
Harsh Realm a fost filmat în Vancouver, Columbia britanică, Canada.

## Distribuție
- Scott Bairstow ca lt. Thomas F. Hobbes.  Hobbes mai avea câteva zile până la a fi lăsat la vatră când a fost rechemat pentru o ultima misiune și trimis în simularea realității virtuale cunoscută sub numele de Harsh Realm. El a fost forțat să o lase în urmă pe logodnica lui Sophie Green și să se mute în California. Hobbes a fost decorat pentru că a salvat viața prietenului și camaradului său Mel Waters când au slujit împreună la Sarajevo în 1994. Numele său este o referire la filosoful englez englez Thomas Hobbes din secolul al XVII-lea. Hobbes a folosit un pistol Heckler & Koch P7 în episodul pilot, un SIG Sauer P226 în episoadele 2, 3 și 4 și apoi un Walther P99 pentru restul seriei. De asemenea, el folosește un Beretta M93R în episodul 7.
- D. B. Sweeney ca Mike Pinocchio. Specialist-4 Mike Pinocchio a servit în Operațiunea "Furtună în deșert". După aceasta, a slujit în Iugoslavia, unde a fost grav rănit de o mină. Pierderea piciorului și a ochiului l-a determinat să se angajeze voluntar  în Harsh Realm (unde Pinocchio nu are nicio rană). În Harsh Realm, el a lucrat pentru Santiago înainte de a-și falsifica moartea și de a trăi în afara gardului. Este forțat să se alieze cu Hobbes după ce a încercat să-l jefuiască pe Hobbes prima dată când acesta a intrat în regiune. El conduce un Chevrolet Chevelle modificat din 1972. Arma lui este un Heckler & Koch MP5K PDW.
- Rachel Hayward ca  Florence, un personaj virtual cu abilitatea de a vindeca leziunile care apar în joc (deși condițiile preexistente codificate în joc depășesc capacitățile ei).
- Terry O'Quinn ca Omar Santiago. În lumea reală, Santiago este un sergent major în Armata Statelor Unite. În Harsh Realm, este general în Garda Republicană și lucrează de la sediul său din Santiago pentru a prelua Statele Unite, redenumindu-le ca Statele Unite ale lui Santiago. Pinocchio susține că Santiago este capabil să intre și să iasă din joc cum dorește, deși acest lucru este neclar.
- Max Martini ca Mel Waters. Cei mai buni prieteni în lumea reală, Waters și Hobbes sunt în conflict în Harsh Realm.
- Sarah-Jane Redmond ca Inga Fossa, ea lucrează cu armata din Fort Dix, New Jersey
- Samantha Mathis ca Sophie,  logodnica gravidă a lui Hobbes

## Episoade
| Nr. | Titlu              | Regizat de      | Scris de       | Data difuzării                                                                    | Cod de producție |
| --- | ------------------ | --------------- | -------------- | --------------------------------------------------------------------------------- | ---------------- |
| 1 | „Pilot”            | Daniel Sackheim | Chris Carter   | 8 octombrie 1999                                                                  | 1ADC79           |
| Decoratul erou de război, locotenentul homas Hobbes este pe cale să se retragă din armată și să înceapă o viață nouă alături de iubita sa logodnică, Sophie, atunci când guvernul îi ordonă o ultimă misiune: să joace jocul virtual de război cunoscut sub numele de "Harsh Realm". Dar Hobbes se trezește blocat în interiorul acestui joc pe calculator și tot ce vrea este să revină în lumea reală și să se întoarcă la Sophie. În acest episod apar cameo nemenționați Gillian Anderson din The X-Files ca prezentator al secțiunii video de antrenament din jocul Harsh Realm și Lance Henriksen din Millennium ca generalul care îl recrutează pe Hobbes pentru joc. Acest episod a fost prezentat pe 24 martie 2000 pe FX. |                    |                 |                |                                                                                   |                  |
| 2 | „Leviathan”        | Daniel Sackheim | Chris Carter   | 15 octombrie 1999                                                                 | 1ADC01           |
| 3 | „Inga Fossa”       | Bryan Spicer    | Chris Carter   | 22 octombrie 1999                                                                 | 1ADC02           |
| 4 | „Kein Ausgang”     | Cliff Bole      | Steve Maeda    | 14 aprilie 2000 (FX)                                                              | 1ADC03           |
| 5 | „Reunion”          | Kim Manners     | Greg Walker    | 21 aprilie 2000 (FX)                                                              | 1ADC06           |
| 6 | „Three Percenters” | Daniel Sackheim | Frank Spotnitz | 28 aprilie 2000 (FX)                                                              | 1ADC05           |
| 7 | „Manus Domini”     | Tony To         | John Shiban    | 5 mai 2000 (FX)                                                                   | 1ADC04           |
| 8 | „Cincinnati”       | Larry Shaw      | Chris Carter   | 12 mai 2000 (FX)                                                                  | 1ADC07           |
| 9 | „Camera Obscura”   | Jefery Levy     | Steve Maeda    | 19 mai 2000 (FX)                                                                  | 1ADC08           |
| 10 | „Circe”            | Mark Rosner     | Mark Rosner    | Eroare Lua în Modul:GregorianDate la linia 11: attempt to compare number with nil | 1ADC09           |

## Muzica
Muzica tematică conține fragmente din discursurile lui Benito Mussolini.
- Pilot
  - Prodigy - Fat of the Land - "Climbatize"
  - White Zombie - AstroCreep: 2000 - "Electric Head Part 2"
  - Organik - "Piece of Meat"
- Leviathan
  - Moby - Play - "Run On"
  - Rob Zombie - Hellbilly Deluxe - "Super Beast"
- Inga Fossa
  - White Zombie - AstroCreep: 2000 - "Electric Head Part 1"
- Kein Ausgang
  - Édith Piaf - Love & Passion (box set) - "Y'A Pas D'Printemps"
- Camera Obscura
  - "Suo Gan"

## Lansare pe DVD
Setul de DVD-uri conține în episodul pilot două piste de comentarii ale creatorului și regizorului serialului, emisiunii, și alte caracteristici speciale.
| Sezon | Sezon | Episoade | Lansare DVD    | Lansare DVD   | Lansare DVD    |
| Sezon | Sezon | Episoade | Regiunea 1     | Regiunea 2    | Regiunea 4     |
| ----- | ----- | -------- | -------------- | ------------- | -------------- |
|       | 1     | 9        | 24 august 2004 | 26 iulie 2004 | 10 august 2005 |

## Legături externe
- Harsh Realm la Internet Movie Database
- Harsh Realm la Allmovie
- Harsh Realm la TV.com

## Vezi și
- Realitatea simulată în ficțiune